# صدمة (ميكانيكا)
الصدمة الميكانيكية أو الفيزيائية هي تسارع أو تباطؤ مفاجئ سببها مثلاً تصادم، سقوط، ركل، هزة أرضية، أو انفجار. تعتبر الصدمة إثارة فيزيائية انتقالية.
تقاس الصدمة عادة باستعمال مقياس التسارع حيث يقوم بتمثيل الصدمة كرسم بياني للتسارع بالنسبة للزمن. يمكن أن تكون وحدات التسارع هنا بالمتر لكل ثانية مربعة. في أغلب الأحيان ولغرض الملائمة يعبر عن قيمة الصدمة بمضاعفات قيمة التسارع الأرضي الناجم عن الجاذبية الأرضية، التي نرمز لها عادة بـg ولها قيمة 9.80665 m·s−2. لذلك نقول أن صدمة مقدارها "20 g" تكون معبرة عن 196 m/s2 تقريباً. للصدمة خصائص مميزة هي ذروة التسارع، المدة الزمنية، وشكل نبضة الصدمة (نصف جيبية، مثلثية، منشورية، إلخ). يعد مطياف استجابة الصدمة طريقة أخرى لتقييم الصدمة الميكانيكية بشكل أفضل ويستعمل أحياناً من قبل الجيش كمعيار دفاعي.

## قياس الصدمة
قياس الصدمة
قياس الصدمة موضوع مهم في عدة مجالات مثل:
- انتشار صدمة العقب (الكعب) في جسم عداء[2]
- قياس شدة الصدمة القادرة على إلحاق ضرر بغرض ما: الهشاشة.[3]
- قياس تخفيف الصدمة على أرضية صالة رياضية[4]
- قياس فعالية ماص صدمات[5]
- قياس قدرة وسائد (حشوات) التغليف على امتصاص الصدمات[6]
- قياس قدرة خوذة رياضية على حماية الأشخاص[7]
- قياس فعالية وصلات عزل الصدمات
- تحديد قدرة البنى على مقاومة الصدمات الزلزالية: الزلازل وما شابه[8]
- تحديد إذا ما كانت الأقمشة المستخدمة للحماية الشخصية تخفف الصدمات أو تضخمها[9]
- التحقق من قدرة مركبة ملاحية ومعداتها على تحمل الصدمات الانفجارية[10][11]

تقاس الصدمات عادةً بمقاييس التسارع ولكن يمكن استخدام محولات إشارة أو التصوير مرتفع السرعة أيضًا. هناك العديد من المعدات المخبرية، وتستخدم مسجلات بيانات الصدمات المستقلة أيضًا.
صدمات الحقول شديدة التنوع ولها غالبًا أشكال متفاوتة. حتى الصدمات المتحكم بها مخبريًّا لها أشكال متفاوتة وتضم ذرىً قصيرة المدة؛ يمكن تخفيف الضجيج باستخدام الترشيح الرقمي أو التمثيلي المناسب.
يوفر التحكم بطرق الاختبار والمواصفات تفصيلات عن إجراء اختبارات الصدمات. الوضع الصحيح لمعدات القياس أمر ضروري. تستجيب المواد الهشة والبضائع المغلفة بأشكال متنوعة للصدمات المخبرية المنتظمة؛ من الضروري عادةً إعادة إجراء الاختبارات. على سبيل المثال: الطريقة 516.6 في المعيار (إم آي إل-إس تي دي-810 جي) تنص على: «ثلاث مرات على الأقل في كلا الاتجاهين على امتداد كل من المحاور الثلاثة المتعامدة».

## اختبار الصدمات
ينقسم اختبار الصدمات عادةً إلى صنفين: اختبار الصدمات الكلاسيكي (التقليدي)، واختبار الصدمات النارية أو اختبار صدمات المقذوفات. يتكون اختبار الصدمات التقليدي من أشكال الصدم التالية: نصف الجيبية، نصف السهمية، موجة سن المنشار، شبه المنحرف. اختبارات الصدمات النارية وصدمات المقذوفات تخصصية ولا تعتبر صدمات تقليدية. يمكن تطبيق الصدمات التقليدية على الخلاطات الكهروديناميكية، أو برج السقوط الحر، أو آلات الصدمات النيوماتيكية (الهوائية). ينشأ دفع صدمة تقليدي عندما تغير طاولة آلة الصدمة الاتجاه بشكل مفاجئ وسريع. هذا التغير المفاجئ في الاتجاه يسبب تغيرًا سريعًا في السرعة ما يخلق دفع الصدمة.
من المهم استخدام طرق مناسبة للاختبار وبروتوكولات مناسبة للتحقق والتحقيق لكل أطوار الاختبار والتقييم.

## آثار الصدمة
للصدمة الميكانيكية قدرة على إلحاق الضرر بغرض ما (كمصباح كامل) أو عنصر من الغرض (كسلك في مصباح متوهج):
- يمكن لشيء هش أو سهل الكسر أن ينكسر. مثلًا: يمكن أن تتحطم زجاجتا نبيذ كريستاليتان عند اصطدامهما ببعض. يصمم مسمار القص في محرك لينكسر عند الوصول إلى حد معين من الصدمة. يلاحظ أن المواد المطيلية الطرية يمكن أن تتعرض لكسر تقصفي (هش) خلال الصدمة بسبب تراكب الزمن ودرجة الحرارة (يسمى أحيانًا التوضع الفائق لدرجة الحرارة والزمن).
- يمكن أن ينحني غرض مطيلي بسبب الصدمة. على سبيل المثال: يمكن أن تنحني جرة نحاسية عند سقوطها على الأرض.
- تبدو بعض الأشياء أنها لم تتضرر بصدمة واحدة ولكنها تتعرض لانكسار ناتج عن التعب عند تكرار الصدمات خفيفة المستوى.
- يمكن أن تتسبب الصدمة بضرر خفيف جدًّا قد لا يكون مؤثرًا على الاستخدام. ولكن الضرر الصغير التراكمي من عدة صدمات يؤدي في النهاية إلى جعل الغرض غير قابل للاستخدام.
- قد لا تنتج الصدمة ضررًا مباشرًا ظاهرًا ولكنها تتسبب بتقصير عمر خدمة المنتج: الوثوقية تنقص.
- قد تؤدي الصدمة إلى جعل الغرض غير مضبوط. مثلًا: عندما تخضع آلة علمية دقيقة لصدمة معتدلة، فمن إجراءات القياس الجيدة إعادة معايرتها قبل الاستخدام.
- قد تتفجر بعض المواد كالمتفجرات الأساسية شديدة الانفجار نتيجة صدمة ميكانيكية أو تصادم.
- عند إسقاط عبوات زجاجية تحتوي سائلًا أو إخضاعها لصدمة، فقد يؤدي أثر المطرقة المائية إلى انكسار هيدروديناميكي للزجاج.[16]